# Walter Folger Brown
Pour les articles homonymes, voir Brown.
Cet article possède un paronyme, voir Walter Brown (homonymie).
Walter Folger Brown, né le 31 mai 1869 à Massillon (Ohio) et mort le 26 janvier 1961 à Toledo (Ohio), est un homme politique américain. Membre du Parti républicain, il est Postmaster General des États-Unis entre 1929 et 1933 dans l'administration du président Herbert Hoover.

## Source
- (en) Cet article est partiellement ou en totalité issu de l’article de Wikipédia en anglais intitulé « Walter Folger Brown » (voir la liste des auteurs).